# Saulkrasti
Saulkrasti (németül: Neubad) üdülőváros Lettországban, nevének jelentése magyarul Napospart.

## Fekvése
Saulkrasti Rigától 45 km-re északkeletre, a Balti-tenger partján fekszik.

## Lakossága
A város lakosainak többsége lett nemzetiségű. A 2007-es adatok szerint a lakosság 84%-a lett, 12%-a orosz, 4%-a pedig egyéb nemzetiségű.

## Története
A település öt falunak az egyesítését követően 1931-ben jött létre, a kevésbé tehetős rigai lakosok üdülőhelyeként az elegánsabb, drágább Jūrmala ellenpontjaként. Városi jogokat 1991-ben kapott.
A Saulkrastit alkotó öt település egyikében, Pabažiban 1764. július 24-én átutazván megállt II. Katalin orosz cárnő, és udvarhölgyeivel megfürdött a tengerben. Ez a terület a 19. század végéig Katrīnbāde (Katalinfürdő) néven volt ismert.

## Látnivalók
- Lett Kerékpármúzeum
- A Fehérdűne (Lettország egyik legjelentősebb homokdűnéje)

## Saulkrasti testvérvárosai
- Odolanow, Lengyelország
- Gnesta község, Svédország